# دافي ليرد
دافي ليرد (بالإنجليزية: Davie Laird)‏ هو لاعب كرة قدم ومدرب كرة قدم بريطاني في مركز جناح ‏، ولد في 11 فبراير 1936. لعب مع نادي سانت ميرين ونورثامبتون تاون.